# Gmina Przeworno
Die Gmina Przeworno ist eine Landgemeinde im Powiat Strzeliński der Woiwodschaft Niederschlesien in Polen. Ihr Sitz ist das gleichnamige Dorf (deutsch Prieborn) mit etwa 1200 Einwohnern.

## Geographie

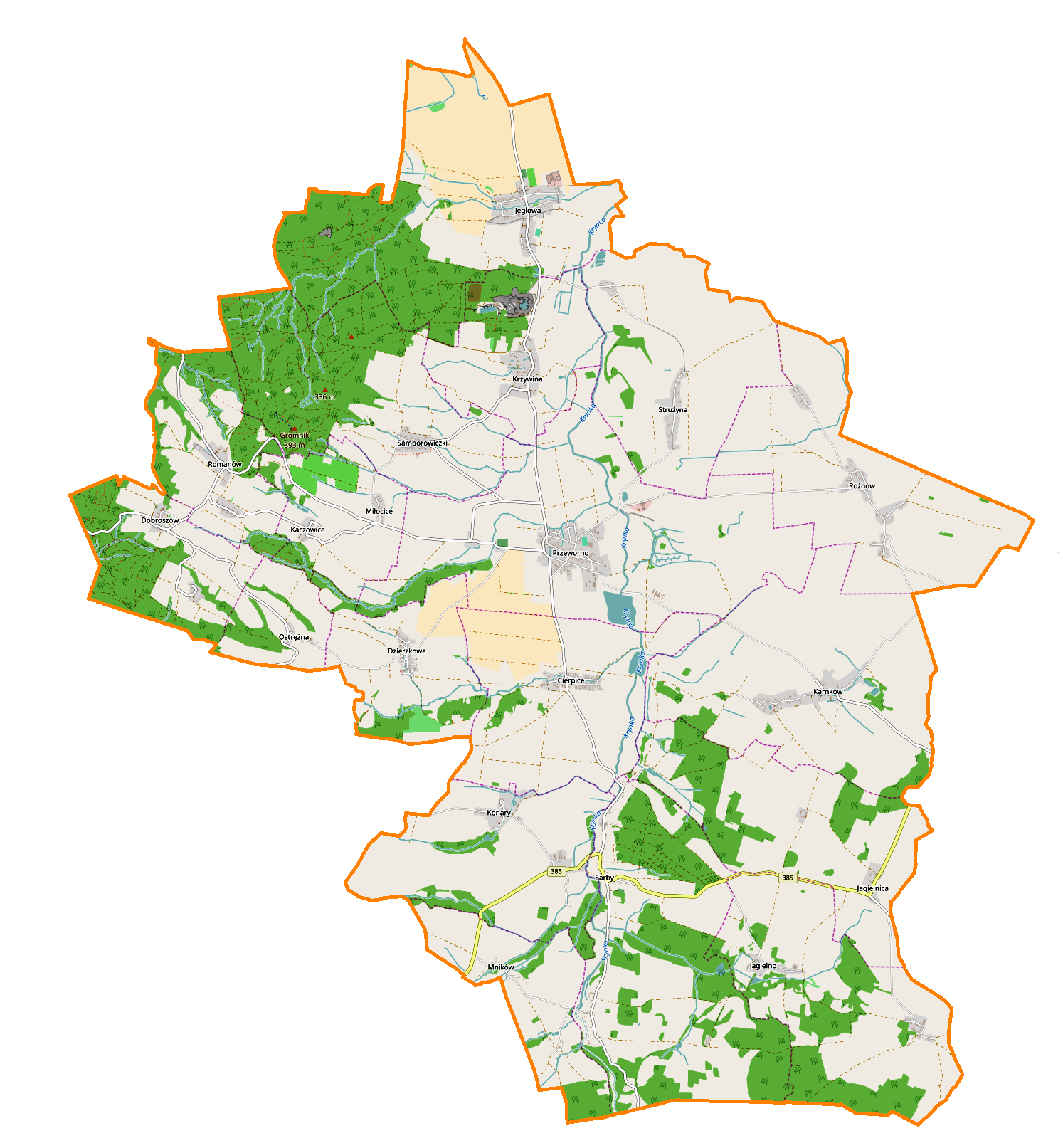
Karte der Gemeinde

Die Gemeinde liegt im Osten der Woiwodschaft und grenzt dort an die Woiwodschaft Opole. Die Kreisstadt Strzelin (Strehlen) liegt fünf Kilometer nordwestlich, Breslau etwa 40 Kilometer nördlich. Nachbargemeinden sind Ziębice im Westen, Strzelin im Norden, Wiązów im Nordosten, in der Woiwodschaft Opole Grodków im Osten und Kamiennik im Süden.

## Geschichte
Die Landgemeinde wurde 1973 aus Gromadas wieder gebildet. Ihr Gebiet kam 1975 von der Woiwodschaft Breslau zur Woiwodschaft Wałbrzych, der Powiat wurde aufgelöst. Zum 1. Januar 1999 kam die Gemeinde zur Woiwodschaft Niederschlesien und zum wiedererrichteten Powiat Strzeliński.

## Gliederung
Die Landgemeinde Przeworno besteht aus 19 Dörfern mit einem Schulzenamt (deutsche Namen, amtlich bis 1945).
- Przeworno (Prieborn)
- Cierpice (Türpitz)
- Dobroszów (Dobrischau, 1937–1945 Rummelsdorf)
- Dzierzkowa (Dätzdorf)
- Jagielnica (Alt Jägel)
- Jagielno (Deutsch Jägel)
- Jegłowa (Riegersdorf)
- Karnków (Arnsdorf)
- Konary (Kunern)
- Krzywina (Krummendorf)
- Miłocice (Habendorf)
- Mników (Münchhof)
- Ostrężna (Algersdorf)
- Romanów (Rummelsberg)
- Rożnów (Nieder Rosen)
- Samborowice (Altschammendorf)
- Samborowiczki (Deutsch Tschammendorf)
- Sarby (Schreibendorf)
- Strużyna (Schönbrunn)

Kleine Orte und Weiler sind Dąbkowice (Eichharte), Kaszówka und Wieliczna (Wilme). Ortsteile sind Głowaczów, Królewiec, Krynka, Płosa, Pogroda, Siedmino, Siemisławice (Siebenhufen) mit Schloss Siebenhufen, Stanica (Haltauf) und Wieliszów.

## Verkehr
Die Woiwodschaftsstraße DW385 (Sudetenstraße bzw. „Autostrada Sudecka“) verläuft durch den Süden des Gemeindegebiets. Der nächste internationale Flughafen ist Breslau.
Die Bahnstrecken Otmuchów–Przeworno und Grodków Śląski–Głęboka Śląska werden nicht mehr betrieben.

## Persönlichkeiten
- Franz Xaver von Garnier (1842–1916), preußischer Generalleutnant; geboren in Nieder Rosen.